# 字符 (计算机科学)
在電腦和電信領域中，字符（character）是一個資訊單位。對使用字母系統或音節文字等自然語言，它大約對應為一個音位、類音位的單位或符號。簡單來講就是一個漢字、假名、韓文字……，或是一個英文、其他西方語言的字母。
字符的例子有：字母、數字系統或標點符號。另外有所謂控制字符的概念，它是指：並不對應到自然語言中的某個特定符號，而是對應到語言中一些用來處理文句的概念（類似排版）。例子為列印機或其它顯示設備的命令，如Enter或Tab。

## 字符編碼緣
電腦和通訊設備會在表示字符時，會使用字符編碼。是指將一個字符對應為某個东西。傳統上，是代表整數的位元序列，如此，則可透過網路來傳輸，同時亦便於儲存。兩個常用的例子是ASCII和用於Unicode編碼的UTF-8。根據谷歌的統計，UTF-8是目前最常用於網頁的編碼方式。（页面存档备份，存于）相較於大部分的字符編碼把字符對應到數字或位元串，摩斯密碼則是使用不定長度的電子脈衝的序列來表現字符。

## 術語
從歷史來說，“字符”這個辭彙在工業專業中被廣泛用來指一個編碼過的字符（通常用於程式設計語言的API）。同樣地，字符集則被廣泛指為那些對應到特定位元序列的抽象字符的集合。隨著Unicode編碼等未指定位元形式的字符編碼的到來。更精確的術語獲得愈來愈多的認同。
對某些文件而言，區分一個字符是資訊單位而非任何特定的視覺顯示是很重要的。如aleph（א）這個希伯來字母常用於數學中，表示某種無窮，但它同時又用於原本的希伯來文件中。在統一碼中，儘管這兩種用法有一樣外形，但它們是不同的字符，而且由不同的碼位來區分。相對地，如“水”這個中文表意文字，在日文文件會和中文文件中有些微不一樣的外觀，這會反映在不同地區的字體。但它們仍代表相同的資訊，即視為一樣的字符，並且在統一碼中使用一樣的碼位。
字形（glyph）這個辭彙用於描述一個特定字符實質的外觀。很多電腦字體包含許多字形，且由一個字符的統一碼碼位來對其字形做索引。
Unicode標準（Unicode standard）和通用字符集彼此定義“字符”和“抽象字符”為“用來組織、控制或表達資料的成份所組集合的成員之一”。統一碼的定義則補充了一些解釋用的註釋，鼓勵讀者去區分字符、字位和字形。這個準則也區分抽象字符和“編碼過的字符”，後者是指和數字編碼成對，以利於電腦中的表示。

## 另見
- 字符通常會合起來成一個字符串（string）
- 填充字元（英语：Fill character）
- 組合字符

## 外部連結
- Characters: A Brief Introduction （页面存档备份，存于） by The Linux Information Project (LINFO)
- ISO/IEC TR 15285:1998 summarizes the ISO/IEC's character model, focusing on terminology definitions and differentiating between characters and glyphs
- 字符与编码 （页面存档备份，存于） 字符，字节和编码